# Congreso Amplio
Congreso Amplio; término empleado por algunos historiógrafos chilenos, como Gonzalo Vial Correa y algunos de comienzos del siglo XX, para denominar a un Congreso que cada año aumentaba de escaños a causa del aumento poblacional. Sin embargo, no sólo eso encierra este concepto, sino además la elección de Parlamentarios, tanto diputados como senadores, de carácter suplente y en propiedad. De esta forma, el suplente reemplazaba al titular en las ausencias.
Este hecho, de elegir tanto propietarios como suplentes afecta al estudio exacto de la cantidad de Parlamentarios, es por ello que los datos de las elecciones parlamentarias, entre 1831 y 1891, tienen un 72% de certeza, ya que es difícil diferenciar entre diputados suplentes y titulares. Sin embargo es una aproximación a los datos obtenidos, y se distribuyó proporcionalmente a los partidos políticos de la época.